# Felipe el Apóstol
Felipe el Apóstol  en griego Φίλιππος fue uno de los doce apóstoles de Jesús de Nazaret. Era originario de la ciudad de Betsaida, región de Galilea.
En los apócrifos Hechos de Felipe, escritos a partir del siglo IV, se dice que predicó en Grecia, Siria y Frigia. Así mismo, tanto los Hechos de Felipe como la también apócrifa Leyenda dorada, compilada en la Baja Edad Media, dicen que fue martirizado en la ciudad frigia de Hierápolis.
Un códice de la biblioteca de Nag Hammadi descubierto en 1945, contenía un apócrifo evangelio de Felipe escrito en el siglo III que fue empleado por los cristianos gnósticos.
El Martirologio romano recuerda el martirio de Felipe y de Santiago el Menor el 1 de mayo, fecha en que se celebraba la festividad de ambos hasta la institución de la fiesta de san José obrero en 1955. Desde 1965, el rito romano (Novus ordo) los celebra el 3 de mayo. La Iglesia ortodoxa celebra su festividad el 14 de noviembre.

## Felipe en la Biblia
En las listas de apóstoles de los evangelios sinópticos y en los Hechos de los apóstoles Felipe siempre aparece en el quinto lugar.
El Evangelio de Juan también menciona que Felipe era un discípulo de Jesús. Se dice que era de la ciudad de Betsaida, región de Galilea. Los apóstoles Andrés, Simón (Pedro), Juan y Santiago el Mayor también eran de Betsaida. Felipe estuvo entre los que rodeaban a Juan el Bautista antes de que aquel señalara a Jesús como el Cordero de Dios.
En el Evangelio de Juan, Felipe, tras haber sido llamado por Jesús a seguirle, se encuentra con Natanael y le dice que han encontrado a aquel de quien habían escrito Moisés y los profetas (en referencia al Mesías). Felipe le dice que se trata de "Jesús, hijo de José, de Nazaret". Acto seguido Natanael le respondió con ironía: "¿De Nazaret puede salir algo bueno?". Ante esto Felipe le contestó: "Ven y lo verás". Jesús de Nazaret utilizó una expresión parecida cuando los discípulos de Juan el Bautista le preguntaron dónde vivía y él contestó: "Venid y lo veréis".
Natanael ha sido identificado por algunos autores cristianos como el apóstol Bartolomé, quien aparece junto a Felipe en las listas de apóstoles de los sinópticos. Según el hagiógrafo católico Alban Butler, Felipe estaba entre los asistentes a las bodas de Caná.
De entre los cuatro evangelios canónicos, donde más se menciona a Felipe es en el Evangelio de Juan. Antes del milagro de la multiplicación de los panes, Jesús le preguntó a Felipe dónde podía adquirir pan para 5.000 personas. Felipe respondió: «Doscientos denarios de pan no bastan para que cada uno tome un poco» lo que puso de manifiesto el realismo de su personalidad.
Aunque Felipe era judío, su nombre es de origen griego, al igual que pasaba con el apóstol Andrés. Posteriormente, Juan Evangelista le menciona como alguien con un vínculo con la comunidad griega, por lo que podría haber sido reconocido por los peregrinos griegos en Jerusalén. En ese evangelio, Felipe avisó a Andrés de que algunos griegos deseaban conocer a Jesús, y fueron juntos a informarle de esto.
Durante la Última Cena, Felipe le dijo a Jesús que les mostrara al Padre Eterno, dándole la oportunidad a Jesús de instruir a sus discípulos sobre la unidad del Padre y del Hijo.

## Tradiciones posteriores

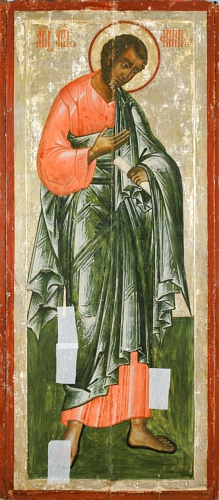
San Felipe, ícono ruso de la primera cuarta parte del.

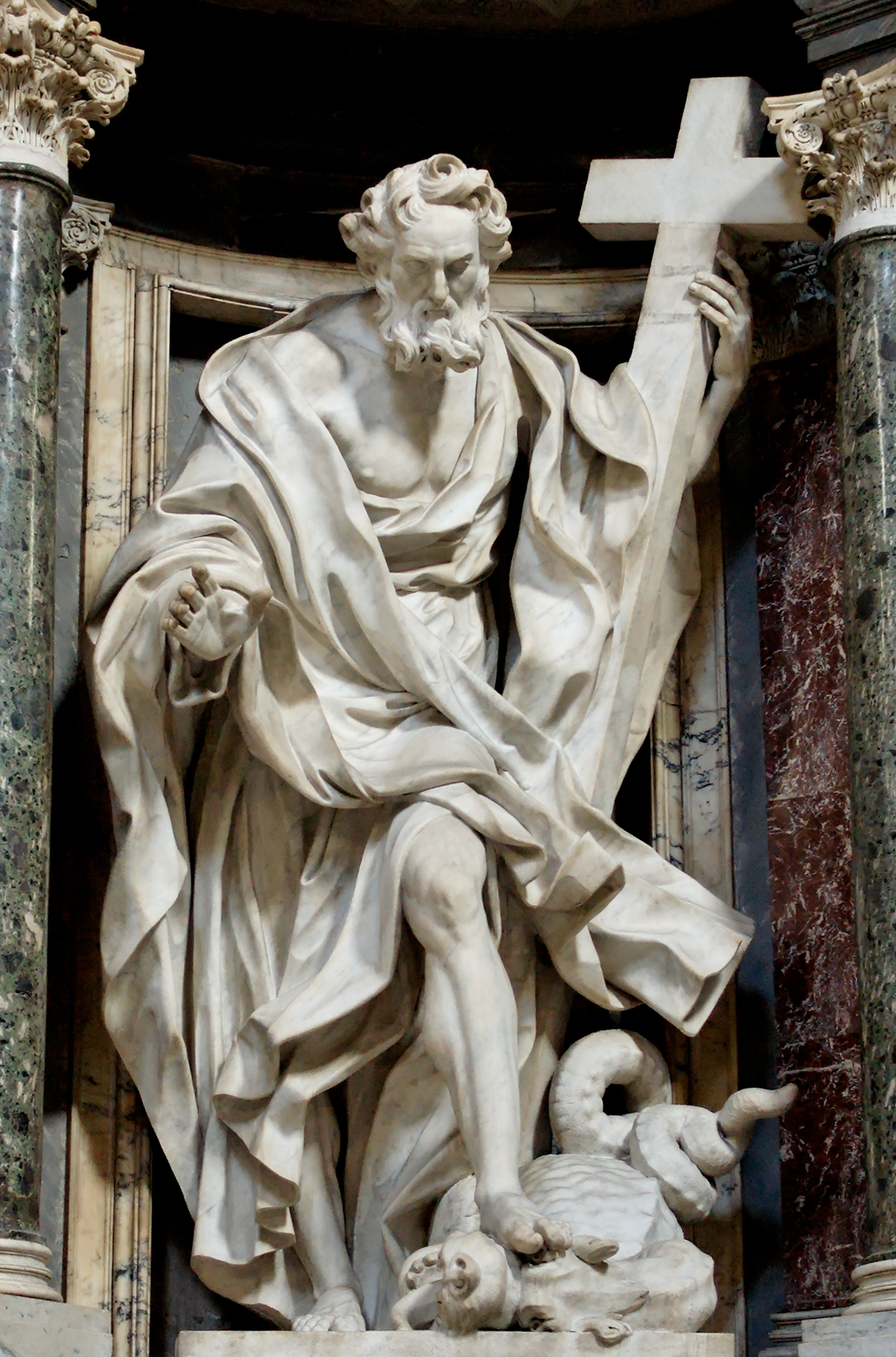
Estatua de San Felipe en la Archibasílica de San Juan de Letrán.

Existen relatos sobre la vida de Felipe y su apostolado en escritos no canónicos realizados por cristianos posteriores. No obstante, algunos pueden ser engañosos. Muchos hagiógrafos han creído que Felipe el Apóstol y Felipe el Diácono eran la misma persona. El ejemplo más notable de esto es el de Eusebio de Cesarea.
En 1260, Santiago de la Vorágine escribió en su recopilación de leyendas (Leyenda dorada) que el relato de la vida de Felipe dado por Eusebio no podía confirmarse.
La Leyenda dorada dice que, encontrándose en Estiria, fue llevado al templo de Marte, donde le obligaron a hacer un sacrificio a ese dios pagano. Entonces salió de debajo de una estatua del templo un dragón que mató a dos personas (entre ellas el hijo del sacerdote) y enfermó a varias con su aliento venenoso. Felipe expulsó al dragón del templo, resucitó a los muertos y curó a todos los enfermos, lo que produjo muchas conversiones. Según la Leyenda dorada, encontrándose en Hierápolis, con 87 años, fue atado a una cruz y lapidado.

## Textos apócrifos

### Evangelio de Felipe
En 1945 se encontró como parte de la "biblioteca de Nag Hammadi", en Egipto, en un códice,  el nombre de Felipe encima del título. El evangelio de Felipe, que se supone escrito en griego a finales del siglo III y traducido al copto a comienzos del siglo IV. Fue empleado por los cristianos gnósticos.

El texto del Evangelio de Felipe plantea que María Magdalena era la compañera de Jesús, de lo que podría deducirse que era su pareja sentimental. La palabra hotre en copto, que utiliza el autor de este evangelio, sirve hoy tanto para hablar de una unión sexual como para una simple acompañante, e incluso para consorte espiritual (discípula).

### Carta de Pedro a Felipe
En la misma biblioteca egipcia se encontró un documento apócrifo de finales del siglo II o principios del siglo III titulado Carta de Pedro a Felipe, donde se narra una antigua historia, no bíblica, sobre Felipe. Este texto comienza con una carta del apóstol Pedro al apóstol Felipe, pidiéndole reunir a los otros apóstoles que estuvieron en el Monte de los Olivos. Fred Lapham cree que esta carta hace referencia una antigua creencia tradicional: "En algún momento entre la Resurrección de Jesús y de su partida con la ascensión frente a sus discípulos, Felipe había emprendido en solitario un viaje misionero y, por alguna razón, le pidieron reunirse con el resto de los apóstoles". Este papel misionero está en sintonía con la tradición posterior, que adjudicó a cada discípulo un papel misionero específico. Lapham opina que el asunto principal, el diálogo gnóstico entre Cristo y sus discípulos, es una inserción posterior.

### Hechos de Felipe
Pueden encontrarse historias sobre san Felipe en el libro anónimo Hechos de Felipe. Probablemente, estos Hechos apócrifos fueron escritos en el siglo IV por un autor contemporáneo a Eusebio. Este libro no canónico cuenta las predicaciones y milagros de Felipe. Tras la resurrección de Jesús, Felipe fue enviado, junto con su hermana Mariamne y junto a Bartolomé, a predicar en Grecia,  Siria y Frigia.
Los Hechos de Felipe cuentan con quince capítulos, el último de los cuales está unido a un epílogo sobre el martirio. Hay cuatro "bloques" distintos en esta obra que, según F. Amsler, pueden ser incluso libros escritos de forma independiente y unificados con posterioridad. Estos bloques son el Hecho I, el Hecho II, el bloque de los Hechos III al VII y el bloque del Hecho VIII y siguientes.
Felipe iba a predicar a Hierápolis, en la región de Frigia, junto con su hermana Mariamne y el apóstol Bartolomé. Jesús se le apareció a Mariamne y le dijo que en esa ciudad adoraban a una Víbora. Hierápolis se llamaba también Ofiorima, que significa "calle o ciudad de las serpientes". Cuando llegaron a la ciudad fueron azotados con correas, arrastrados por el suelo y, por orden del procónsul, fueron encerrados en el templo de la Víbora. El procónsul hizo que atravesaran los talones de Felipe con dos ganchos y lo colgaron de un árbol a la entrada del templo. Posteriormente, hizo colgar a Bartolomé de las manos en el muro frontal del templo.
Tras esto, el apóstol Juan llegó a la ciudad e intentó ayudar a Felipe. No obstante, Felipe, cansado de los abusos de esa ciudad, hizo que se abriese un abismo que se tragó a siete mil personas (incluido el procónsul), a la Víbora a la que adoraban y al propio templo. Se salvaron del cataclismo el cristiano que daba alojamiento a Pablo, toda la familia de ese cristiano y la mujer del procónsul, que se había convertido a la fe gracias a Pablo. Cristo reprendió a Felipe por "devolver mal por mal" y sacó del abismo a todos menos al procónsul y a la Víbora. Hizo descolgar a Bartolomé, finalmente llegó al cielo.
El martirio de Felipe en Hierápolis se narra en el apéndice final, titulado Del viaje de Felipe el Apóstol: Desde el decimoquinto hecho hasta el final, y desde ahí al martirio.

## Tumba

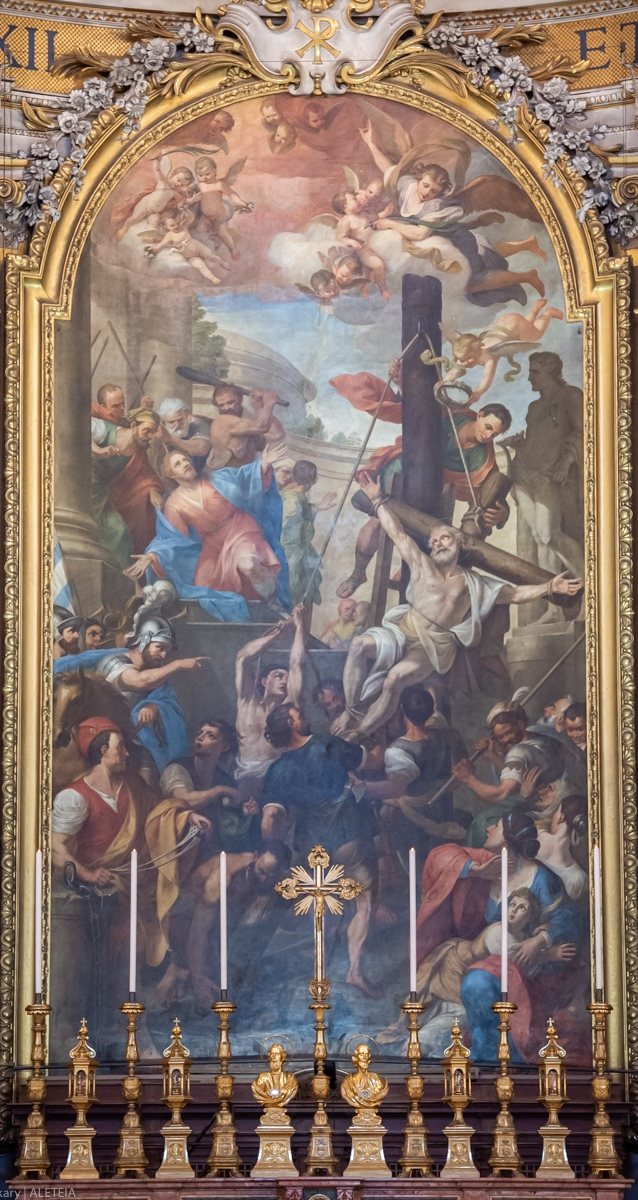
Martirio de los Santos Felipe el Apóstol y Santiago el menor pintado de la iglesia en Roma en Italia.

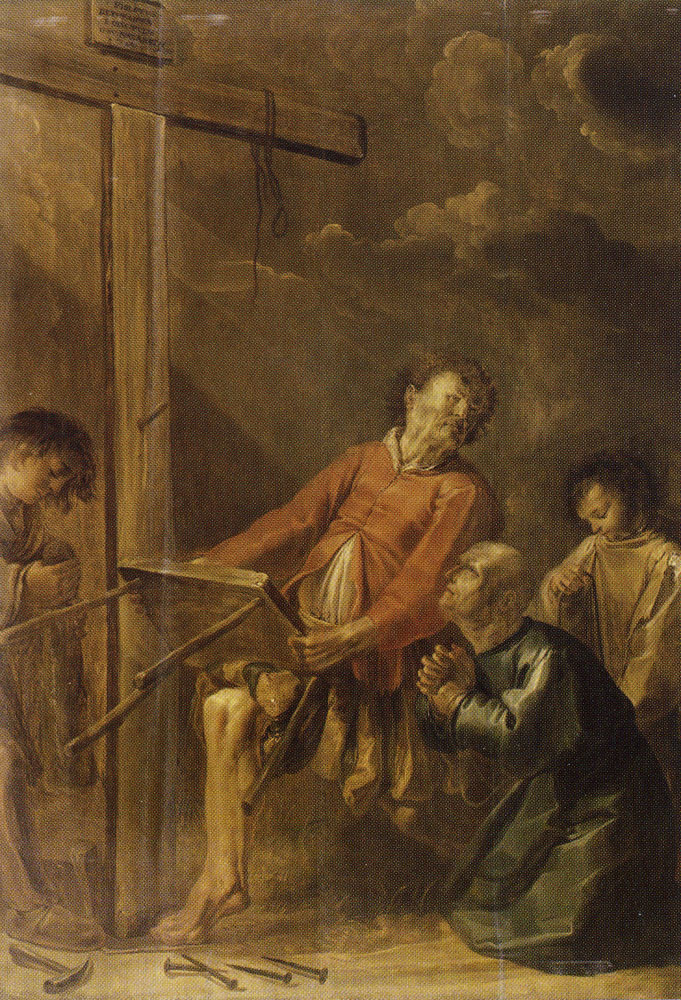
Martirio de San Felipe pintado por Jan van de Venne en 1630.

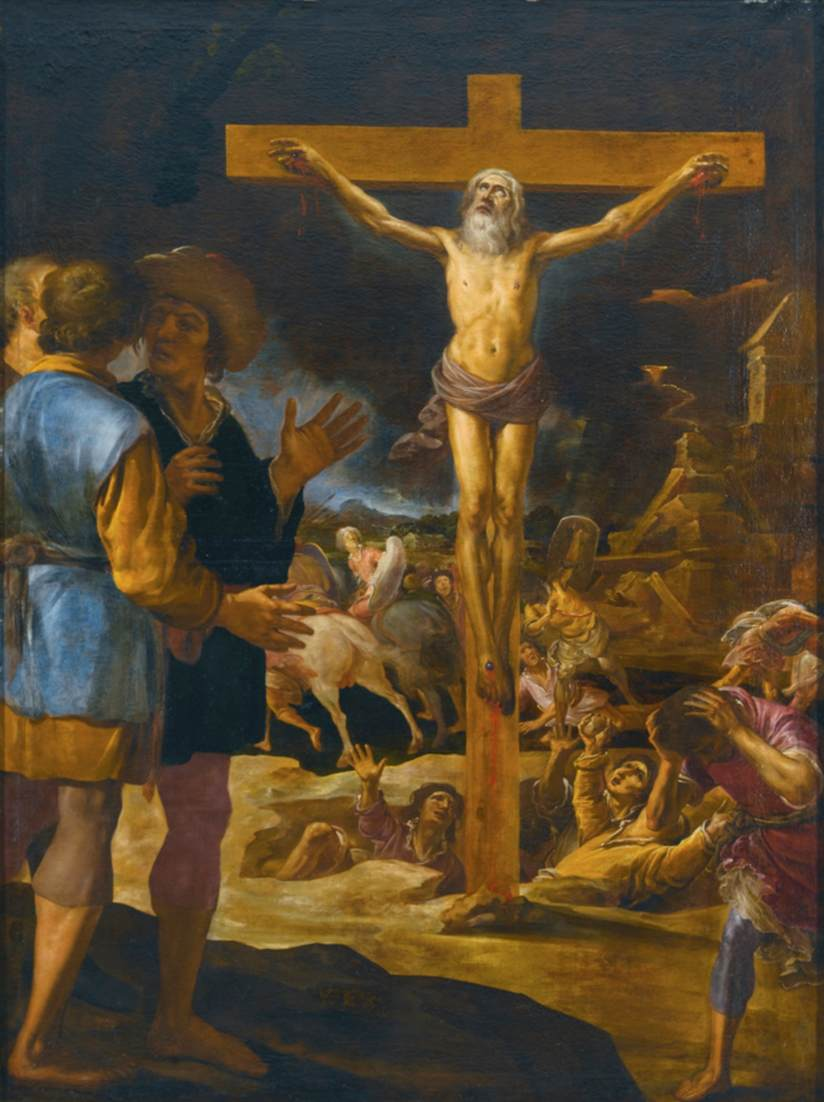
Martirio de San Felipe pintado por Cajés Eugenio en 1627.

Según el Martirologio romano tanto Felipe como Santiago el Menor fueron crucificados y enterrados bajo unas piedras en Escitia, cerca de Hierápolis (en la actual Turquía).
La Iglesia católica conserva sus restos en la basílica de los Santos Apóstoles de Roma.
En 2011, un equipo de arqueólogos italianos dirigido por Francesco d'Adria afirmó haber descubierto en Pamukkale, antigua Hierápolis, la tumba del apóstol Felipe.

## Iconografía
Felipe es asociado comúnmente con el símbolo de una cruz latina.
Al principio se le representaba con un aspecto juvenil, aunque posteriormente se le empezó a representar mayor y barbado. Sus atributos suelen ser una cruz, una piedra, una serpiente (en referencia al templo pagano de la Víbora que aparece en los apócrifos Hechos de Felipe), una cruz con dos panes (por su respuesta a Jesús en Juan 6:7), una cesta llena de pan, una cruz patriarcal y un cruz con una escuadra. La primera representación histórica del apóstol Felipe es en un capitel de la iglesia de San Pedro de la Nave, en El Campillo, Zamora, España. Se trata de un relieve visigodo del siglo VII que acompaña a otros similares de los apóstoles Pedro, Pablo y Tomás. En este relieve de piedra se representa a Felipe llevando en sus manos una corona con piedras preciosas. El simbolismo de ese atributo se desconoce.

## Patronazgos

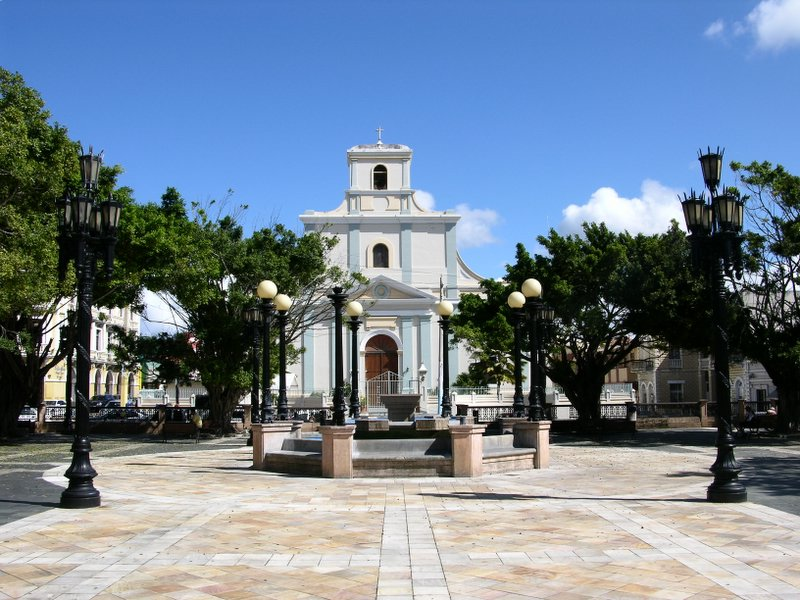
Catedral de San Felipe Apóstol en Arecibo, Puerto Rico, Estados Unidos. El santo es patrón de esa ciudad.

San Felipe es patrón de los sombrereros, los vendedores ambulantes y los pasteleros. Además, es patrón de varios lugares:
- México, Ciudad Chihuahua, es el patrón principal, junto con San Francisco de Asís, Santa Rita y la Virgen de la Regla. El nombre antiguo de Chihuahua era San Francisco de Cuellar y posteriormente San Felipe el Real de Chihuahua.
- México, diócesis de Azcapotzalco junto con El apóstol Santiago es Santo Patrón.
- Montevideo, Uruguay: Bruno Mauricio de Zabala llamó a la ciudad San Felipe de Montevideo. Son patronos los apóstoles Felipe y Santiago, hijo de Alfeo.[30]
- Arquidiócesis de Salta, Argentina: Sus patronos son los apóstoles Felipe y Santiago, hijo de Alfeo.[31]
- San Felipe, provincia de San Felipe de Aconcagua, región de Valparaíso, Chile.
- Cariaco, Ribero, Estado Sucre, Venezuela.[32]
- San Felipe Apóstol, localidad del municipio de Texcoco, México.
- San Felipe Apóstol, localidad del municipio de Ocotlán de Morelos, estado de Oaxaca, México.[33]
- Parroquia San Felipe Apóstol de Molagüina, diócesis de Matagalpa, Nicaragua[34]
- San Felipe de Puerto Plata, provincia de Puerto Plata, República Dominicana.
- Arecibo, municipio de Arecibo, Puerto Rico, Estados Unidos.[35]
- Luxemburgo.[36]
- San Felipe, municipio san Felipe, Yaracuy, Venezuela
- Santiago Ecatlan municipio de Jonotla Puebla. San Felipe apostol y Santiago apóstol el mayor

## Citas bíblicas
1. 1 2  Mateo 10:3; Marcos 3:18; Lucas 6:14
2. ↑  Hechos 1:13
3. ↑  Juan 1:43
4. ↑  Juan 1:44
5. ↑  Juan 1:45-48
6. ↑  Juan 6:5-7
7. ↑  Juan 12:21-22
8. ↑  Juan 14:8-9